# Zweiseenblick (Schwarzwald)
Der Zweiseenblick ist ein 1292 m. ü. NHN hoher Nebengipfel der Bärhalde im Schwarzwald.

## Lage
Der Zweiseenblick liegt im Norden des Bärhalde-Plateaus in geringer Entfernung vom Feldberg-Massiv zwischen den Gemeinden Feldberg, Schluchsee und St. Blasien auf Gemarkung Feldberg-Neuglashütten. 
Er kann von mehreren Seiten aus erreicht werden, unter anderem über einen Abschnitt des Westwegs von Feldberg-Bärental aus. Ein Aufstieg von Feldberg-Altglashütten ist ebenfalls möglich, genauso wie aus Richtung Schluchsee. Auch vom Feldberg kommend kann der Zweiseenblick bestiegen werden.
Der Berg ist für seine angenehm zu gehenden, aber langen Anstiege sowie seinen Blick über den Hochschwarzwald bekannt.
Unweit des Gipfels entspringt das Hirschbächlein, einer der obersten Zuflüsse der Menzenschwander Alb, welche wiederum einer der Quellflüsse der für die Region Hochrhein bedeutenden Alb ist.

## Namensgebung
Vom Gipfel des Berges lassen sich die beiden Seen Titisee und Schluchsee erkennen. Der Blick wird von Vegetation immer wieder versperrt und muss regelmäßig freigeschnitten werden.